# Тоутоваї-світлоок
Тоутоваї-світлоок (Pachycephalopsis) — рід горобцеподібних птахів родини тоутоваєвих (Petroicidae). Включає два види, які є ендеміками Нової Гвінеї.

## Систематика
Рід Тоутоваї-світлоок деякий час вважався частиною підродини Тоутовайні (Petroicinae), однак за результатами генетичного дослідження, проведеного у 2012 році, виокремлений в окрему монотипову підродину Pachycephalopsinae.

## Види
Виділяють два види:
- Тоутоваї-світлоок зеленоспинний (Pachycephalopsis hattamensis)
- Тоутоваї-світлоок сірий (Pachycephalopsis poliosoma)

## Етимологія
Наукова назва роду Pachycephalopsis представляє сполучення латинської назви роду птахів Свистун (Pachycephala) Vigors, 1825 і дав.-гр. οψις — вигляд.